# Beaulieu-lès-Loches
Beaulieu-lès-Loches település Franciaországban, Indre-et-Loire megyében. Lakosainak száma 1746 fő (2022. január 1.). Beaulieu-lès-Loches Ferrière-sur-Beaulieu, Loches és Perrusson községekkel határos.

## Népesség
A település népességének változása:
| Lakosok száma | 1756 | 1768 | 1864 | 1690 | 1814 | 1797 | 1767 | 1761 | 1754 | 1746 |
|               | 1968 | 1982 | 1990 | 2006 | 2013 | 2015 | 2017 | 2019 | 2020 | 2022 |